# Ilybius fuliginosus
Ilybius fuliginosus är en skalbaggsart som först beskrevs av Fabricius 1792.  Ilybius fuliginosus ingår i släktet Ilybius och familjen dykare. Arten är reproducerande i Sverige.

## Underarter
Arten delas in i följande underarter:
- I. f. fuliginosus
- I. f. turcestanicus

## Bildgalleri

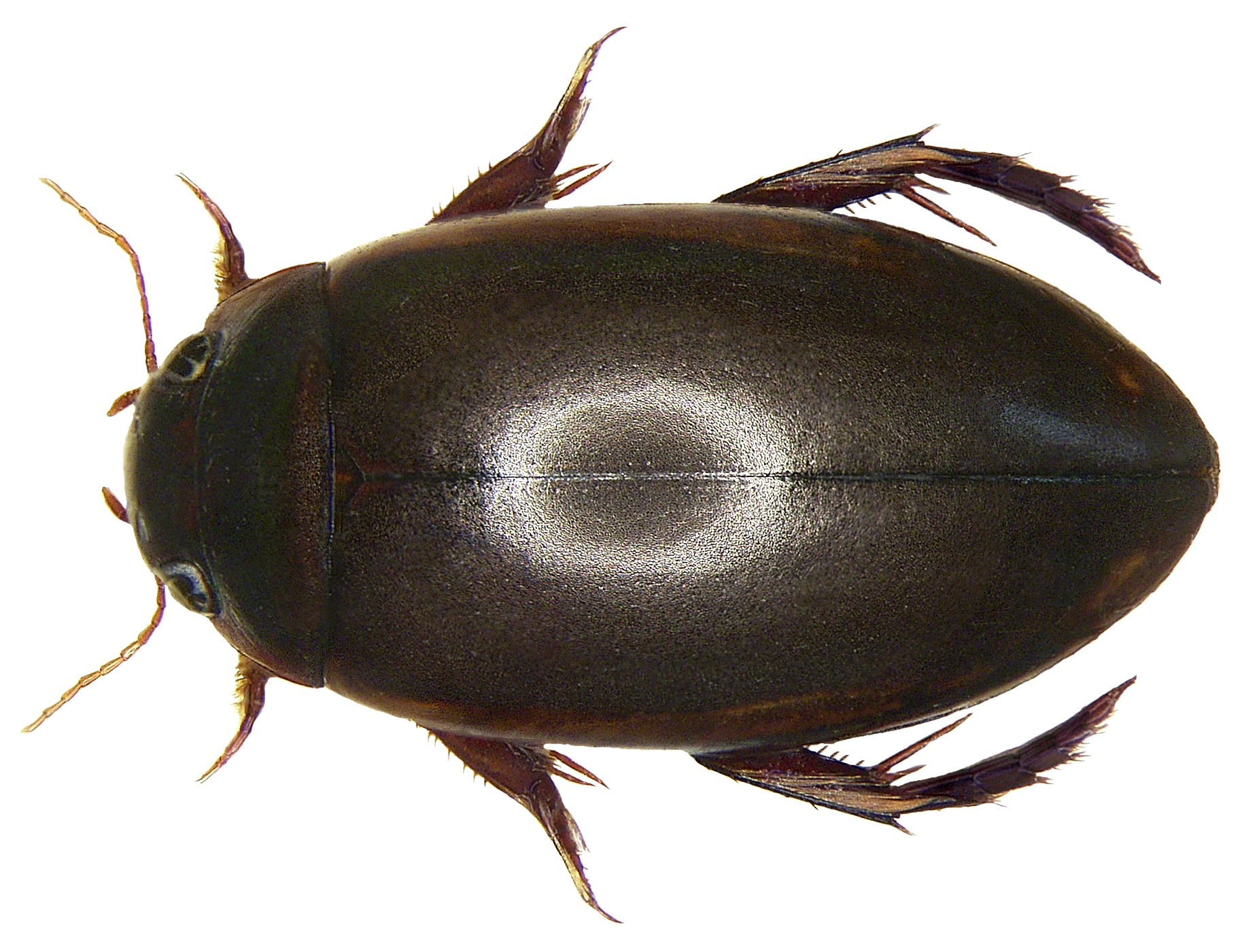